# Poder executiu
Sota la doctrina de la separació de poders, l'executiu és la branca del govern que s'encarrega d'implementar o executar les lleis, i de treballar en els assumptes diaris de l'estat. La figura principal del poder executiu és el cap de govern. L'executiu és anomenat "l'administració" en els sistemes presidencialistes o "el govern" en els sistemes parlamentaris. El cap de govern dels sistemes presidencialistes (anomenat "president") té més independència de la branca legislativa, ja que, a diferència dels sistemes parlamentaris, no és elegit pel parlament pel partit o la coalició amb més seients, sinó que és elegit directament pel poble per sufragi. A més, el president és alhora el cap d'Estat.
En les monarquies constitucionals, com Espanya, el monarca, qui és el cap d'Estat, és el cap del poder executiu de iure, i el primer ministre (o president del govern, en el cas espanyol), a qui tècnicament designa, és el cap del govern del monarca. En la pràctica, però, el cap d'Estat té un poder molt limitat, i designa com a primer ministre a qui la població va elegir per mitjà del sufragi, encara que les decisions es realitzen a nom del monarca.
En conjunció amb el president o el primer ministre, la branca executiva consisteix del gabinet i dels departaments o ministeris executius del govern.

## La formació del concepte de Poder executiu
En el món clàssic hi havia una certa idea de les funcions de l'estat, tot i que amb una visió limitada de la funció deliberant, en la interpretació d'Aristòtil aquesta funció no abasta l'emanació de lleis sinó clarificació de normes que ja venien donades. Només contemplava dues funcions estatals, la d'executar, com govern i administració, encomanada als magistrats i la de jutjar. Tot i representar òrgans diferents per funcions diferents no hi havia la incompatibilitat pròpia del modern sentit de separació de poders, al poder un mateix membre del jurat exercir com a magistrat (funció de govern).
Tant a la polis grega com a la República romana, funcions diferents estaven amb freqüència representades en la persona d'una mateixa magistratura. Es podria dir que era degut al poc interès del constitucionalisme clàssic per la llibertat, ni reconeixement dels drets individuals inviolables pel poder estatal. Ho centraven tot la igualtat davant la llei i l'estat de dret. A l'època medieval, el filòsof Marsili de Pàdua en el seu Defensor Pacis (acabat cap el 1324 i publicat per primera vegada el 1522 a Basilea) va aportar idees defensant l'autonomia de la comunitat enfront dels condicionants religiosos, suposant una clara guia per la teoria política contemporània, amb una clara anticipació de la idea moderna de sobirania popular i de la tesi central de la doctrina de l'estat modern sobre la insuficiència del dret natural i la necessitat del dret positiu, com a germen per la distinció hegeliana entre l'Estat i la societat civil. Tot tenint en compte els condicionants que suposen emmarcar els conceptes en el pensament medieval, Marsili en la seva teoria de la llei humana distingeix el legilator humanus, el poble com a titular de la plenitud de poder i un òrgan amb atribucions de govern, el pars principans, com executor de la llei amb finalitat del bé general, per això alguns autors com Harvey C.Mansfield situen Marsili de Pàdua amb el seu Defensor Pacis com a punt de partida de la moderna doctrina del Poder executiu, en convertir per primera vegada els conceptes de execució i executiu com a tema propi de la ciència política.
La tradició moderna del dret natural, bàsicament en oposició a l'Escolàstica, va començar al segle XVII, instituïda pel filòsof alemany Samuel Pufendorf, i aquest a l'hora tenia com a precursor el neerlandèsHugo de Groot amb l'obra De Jure Belli ac Pacis (1625), que iniciava una nova línia del dret natural modern basada en una nova idea de la propietat, base de la justícia. Totes les teories del dret natural servirien per formular les bases teòriques sobre els fonaments de l'estat i la política. Locke era un admirador de la teoria del dret natural de Pufendorf. La idea del Poder executiu la trobem a Locke en la seva obra Assaig sobre el govern civil, En aquest assaig, concretament en el seu capítol XII hi defensa l'existència dels poders legislatiu, executiu i federatiu de l'estat. El poder legislatiu determina en quin sentit dirigir la força de l'Estat per la seva pròpia protecció i protecció dels seus membres, però per evitar enfrontar interessos als de la resta de la comunitat, una vegada promulgades les lleis defensa «un poder permanent que s'ocupi de l'execució de les lleis que han estat dictades i encara tenen vigència. Per aquest motiu, el poder legislatiu i l'executiu són sovint dos poders separats». Si bé el punt de partida queda indeterminat en proposar l'exercici conjunt amb el poder federatiu, ja consten els perfils difusos que caracteritzen el poder executiu en el Dret públic, en sotmetre l'executiu i el federatiu al poder legislatiu i per altra la idea prerrogativa de convocar i dissoldre les reunions del legislatiu, més enllà de la mateixa execució.
La separació de poders prendria el seu fonament teòric en el tractat de teoria política publicat per Montesquieu a Ginebra el 1748 L'esperit de les lleis (De l'Esprit des lois), llibre XI.

## L'esperit de les lleis de Montesquieu
A L’esperit de les lleis Montesquieu hi expressa que «tot home que té el poder és portat a abusar-ne […] A fi que no es pugui abusar del poder cal que, per la disposició de les coses, el poder freni el poder» (Llibre XI, capítol IV). Segons la seva teoria, per prevenir l'abús de poder, cal separar els poders en legislatiu, executiu i judicial, així s'evita la concentració de poder, aturaran els excessos que poguessin fer els altres i es regularan mútuament.
L'obra té un propòsit de combat polític, reflecteix la situació específica i els objectius immediats de Montesquieu, dirigida contra uns determinats adversaris polítics, cercant uns determinats objectius.